# Andrés Luis García Jasso
Andrés Luis García Jasso (nacido el 16 de septiembre de 1973, en Nuevo Laredo, Tamaulipas, México) es un prelado mexicano de la Iglesia católica. Desde 2021 se desempeña como obispo auxiliar de la Arquidiócesis Primada de México.

## Biografía

### Formación académica y primeros años
García Jasso estudió Contaduría Pública en la Universidad Autónoma de Tamaulipas. En 1997 ingresó al Seminario Misionero Arquidiocesano Redemptoris Mater de la Ciudad de México, donde cursó estudios filosófico-teológicos. Posteriormente obtuvo la licenciatura en Derecho Canónico en la Universidad Pontificia de Salamanca, en España.

### Ordenación sacerdotal y ministerio pastoral
Fue ordenado diácono el 10 de junio de 2006 y sacerdote el 5 de mayo de 2007 en la Basílica de Guadalupe, en Ciudad de México. Ejerció su ministerio en España, en la Parroquia Cristo Rey, en Salamanca, y al regresar a México fue vicario parroquial en la Parroquia San Francisco de Asís en la delegación Iztapalapa.
En 2010 comenzó su labor en el Tribunal Eclesiástico de la Arquidiócesis de México como notario. Fue nombrado vicario judicial adjunto en 2012, y desde 2013 se desempeña como vicario judicial y presidente del Tribunal Metropolitano de México. También ha sido docente de Derecho Canónico en la Universidad Católica Lumen Gentium desde 2012.

### Obispo auxiliar de México
El 3 de julio de 2021, el papa Francisco lo nombró obispo auxiliar de la Arquidiócesis de México y obispo titular de Tipasa de Numidia. Fue consagrado obispo el 24 de agosto de 2021 en la Basílica de Guadalupe, en una ceremonia presidida por el cardenal Carlos Aguiar Retes.